# Babaser
Babaser är en ort i Azerbajdzjan.   Den ligger i distriktet Masallı Rayonu, i den sydöstra delen av landet, 190 kilometer sydväst om huvudstaden Baku. Antalet invånare är 1 401.
Terrängen runt Babaser är platt åt nordost, men åt sydväst är den kuperad. Runt Babaser är det ganska tätbefolkat, med 120 invånare per kvadratkilometer.. Närmaste större samhälle är Boradigah, 2,6 kilometer sydost om Babaser.
Trakten runt Babaser består till största delen av jordbruksmark.